# Erasmus Darwin Barlow
Erasmus Darwin Barlow (15 avril 1915 - 2 août 2005) est un psychiatre, physiologiste et homme d'affaires britannique.

## Biographie
Né à Londres en 1915, il est le deuxième fils d'Alan Barlow, fils de Thomas Barlow, médecin royal. Sa mère est Lady Nora Barlow, fille d'Horace Darwin. Il est un arrière-petit-fils du naturaliste Charles Darwin. Bien qu'Erasmus soit un nom commun dans la famille depuis l'époque de son arrière-arrière-arrière-grand-père Erasmus Darwin (et, à son tour, depuis son ancêtre Erasmus Earle), il porte le nom du frère de sa mère, son oncle Erasmus Darwin IV qui a été tué lors de la deuxième bataille d'Ypres le 24 avril, neuf jours après sa naissance. Son frère aîné est le commodore Sir Thomas Erasmus Barlow, Horace Barlow est son frère cadet.
Il fait ses études au Marlborough College et au Trinity College de Cambridge, où il étudie la médecine. Il étudie également à l'University College de Londres. Il épouse Brigit Ursula Hope Black (connue sous le nom de Biddy), fille de l'auteur Ladbroke Black en 1938. Ils ont trois enfants :
- Jeremy Barlow (né en 1939), flûtiste, historien de la musique et directeur du Broadside Band[4], qui épouse Jane Marian Hollowood, et plus tard Ruth Evelyn Savage
- Camilla Barlow (née en 1942), épouse Martin Christopher Mitcheson, médecin, et plus tard Anthony Whitworth-Jones, directeur du Garsington Opera[5]
- Phyllida Barlow (en) (née en 1944), sculpteur et professeur de beaux-arts à la Slade School of Fine Art de Londres, qui épouse Fabian Peake, fils de l'artiste Mervyn Peake[6].

Barlow est maître de conférences et consultant honoraire en médecine psychologique à la St Thomas' Hospital Medical School (1951-1966), vice-président du Mental Health Research Fund et membre du personnel scientifique du MRC Department of Clinical Research, University College Hospital. Il est président du Bath Institute of Medical Engineering et membre fondateur de la Fondation Erasmus Darwin à Lichfield. Il est également, à plusieurs reprises, président de la Cambridge Scientific Instrument Company (CIC) - la société fondée par son grand-père maternel et administrateur de CIC Investment Holdings, vice-président de George Kent Ltd. et administrateur de Group Investors Ltd.
Barlow publie des articles de recherche en physiologie et en médecine psychiatrique. Il est membre fondateur de la Société zoologique de Londres et son secrétaire entre 1980 et 1982. En 2008, la société lance les expéditions de conservation Erasmus Darwin Barlow nommées en son honneur.
Barlow est administrateur pendant plus de 20 ans de la collection Barlow d'art oriental rassemblée par son père. En 1997, Barlow, avec son frère Thomas Barlow, 3e baronnet, reçoit un doctorat honorifique en lettres de l'Université du Sussex, qui lègue la collection Barlow en 1968 à la mort d'Alan.
Il devient Liveryman de la Worshipful Company of Scientific Instrument Makers en 1965 et est maître pour 1976-77.
Barlow est décédé à Cambridge d'une insuffisance rénale en 2005.

## Publications
- Barlow et Pochin, « Slow recovery from ischaemia in human nerves », Clinical Science, vol. 6, no 44,‎ 1948, p. 303–317 (PMID 18904140)
- Barlow et Howarth, « Effects on blood pressure of ventricular asystole during Stokes-Adams attacks and acetylcholine injections », Br Med J, vol. 2, no 4841,‎ 1953, p. 863–864 (PMID 13094039, PMCID 2029867, DOI 10.1136/bmj.2.4841.863)
- Sharpey-Schafer, Hayter et Barlow, « Mechanism of acute hypotension from fear or nausea », Br Med J, vol. 2, no 5101,‎ 1958, p. 878–80 (PMID 13572932, PMCID 2026809, DOI 10.1136/bmj.2.5101.878)
- Barlow et de Wardener, « Compulsive water drinking », QJM: An International Journal of Medicine, vol. 28, no 110,‎ avril 1959, p. 235–258 (PMID 13658352, DOI 10.1093/oxfordjournals.qjmed.a066843)